# Monochamus villiersi
Monochamus villiersi är en skalbaggsart som beskrevs av Stefan von Breuning 1960. Monochamus villiersi ingår i släktet Monochamus och familjen långhorningar. Inga underarter finns listade i Catalogue of Life.